# Naturschutzgebiet Bewaldete Quellbereiche des Wamelbaches

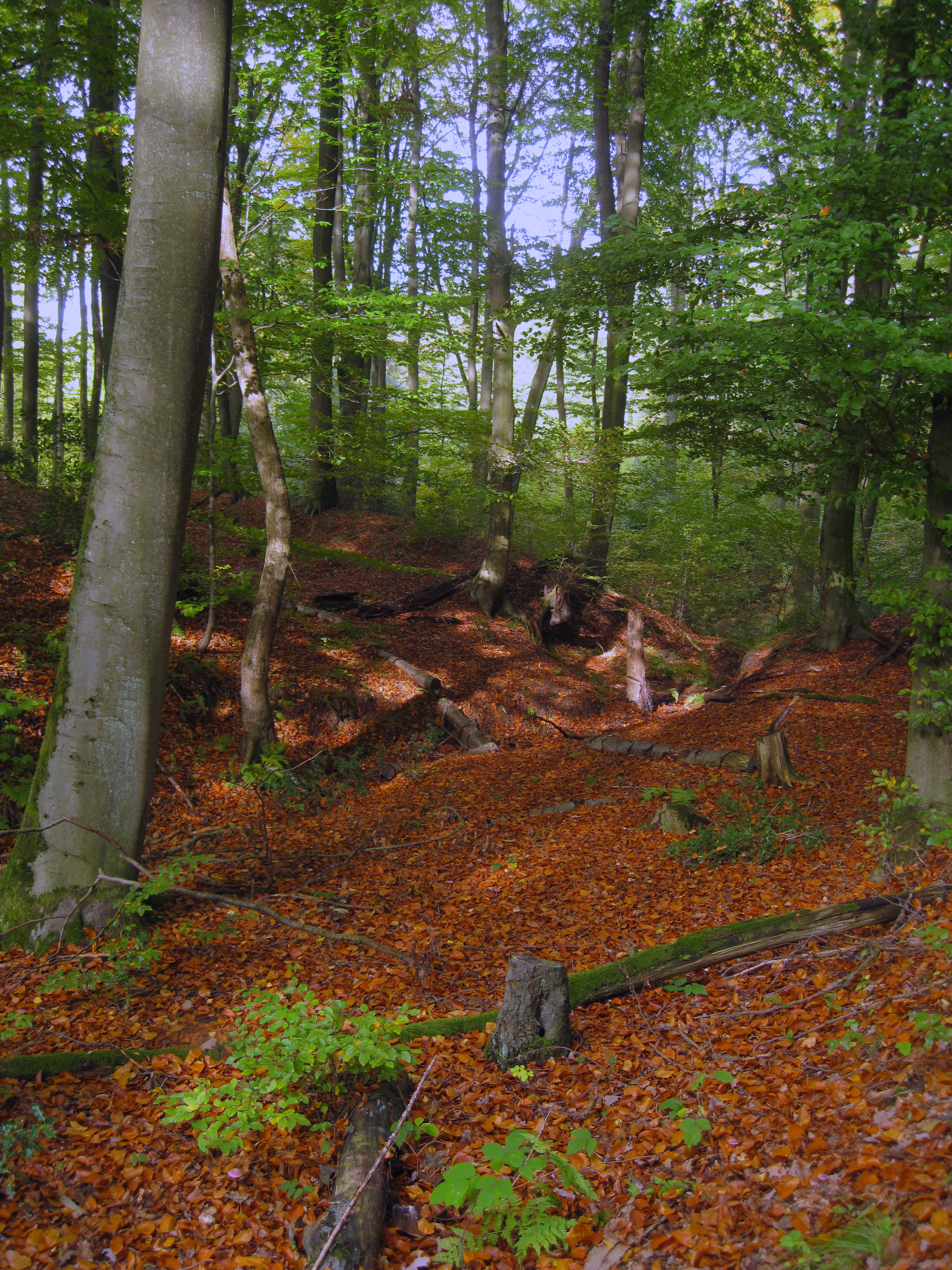
Quellgebiet des Wamelbaches

Das Naturschutzgebiet Bewaldete Quellbereiche des Wamelbaches ist ein 26 ha großes Naturschutzgebiet (NSG) südwestlich von Höingen im Gemeindegebiet von Ense im Kreis Soest in Nordrhein-Westfalen. Das NSG wurde 2006 vom Kreistag des Kreises Soest mit dem Landschaftsplan Ense-Wickede ausgewiesen. Das NSG besteht aus drei Teilflächen.

## Gebietsbeschreibung
Bei dem NSG handelt es sich um einen naturnahen Laubwaldkomplex in verschiedenen Entwicklungsstufen und Altersphasen mit naturnahen Fließgewässern insbesondere des Wamelbaches und Quellen. Im Gebiet liegt ein alter historischer Siedlungsplatz, der als Bodendenkmal „Burgplatz beim Forsthaus Fürstenberg“ unter Schutz steht.

## Schutzzweck
Das NSG soll Quellbereiche, Bach und Wald mit ihrem Arteninventar schützen. Wie bei allen Naturschutzgebieten in Deutschland wurde in der Schutzausweisung darauf hingewiesen, dass das Gebiet „wegen der Seltenheit, besonderen Eigenart und Schönheit des Gebietes“ zum Naturschutzgebiet erklärt wurde. 